# Museo del Ferrocarril y del Telégrafo de Iguala
El Museo del Ferrocarril y del Telégrafo de Iguala es un recinto museográfico de la ciudad de Iguala de la Independencia. La antigua estación fue inaugurada en septiembre de 1898, por el entonces presidente Porfirio Díaz; eran de aproximadamente 237 kilómetros desde el Distrito Federal hasta Iguala, mientras que el museo fue inaugurado el 20 de noviembre de 2009.

## Historia
La antigua estación de ferrocarril fue edificada sobre la línea del Ferrocarril México Cuernavaca y el Pacífico, cuyos trabajos de construcción estuvieron a cargo del Ing. J.H. Hampson, los cuales se iniciaron a partir de la Ciudad de México durante el año de 1893. La primera locomotora llegó a Cuernavaca el 1 de diciembre de 1897. La construcción continuó y el 16 de junio de 1898 se puso en servicio el tramo que fue más allá de la Estación Vista y del poblado de Iguala. En 1899 esta línea con 192 266 kilómetros llegó a las márgenes del Río Balsas sin que nunca pudiera darse continuidad al proyecto de llegar a la costa del Pacífico por esta vía. En 1902 el Ferrocarril de México a Cuernavaca pasó ser parte del sistema del Ferrocarril Central Mexicano y en 1908 al fusionarse éste con el Ferrocarril Central Mexicano, se inició el proceso de nacionalización de los ferrocarriles mexicanos.
Dos locomotoras GE B23-7 permanecen inertes en las vías de la estación Iguala, junto con varios furgones usados para transportar granos, agroquímicos, azúcar, cemento, combustibles, lubricantes y diversos minerales.
Actualmente la estación, es un centro de historia y cultura, espacio emblemático del Municipio de Iguala. Se exhiben herramientas y artículos de la época revolucionaria y fotografías históricas del ferrocarril. Se imparten cursos y talleres.